# St. Sixtus (Hartham)

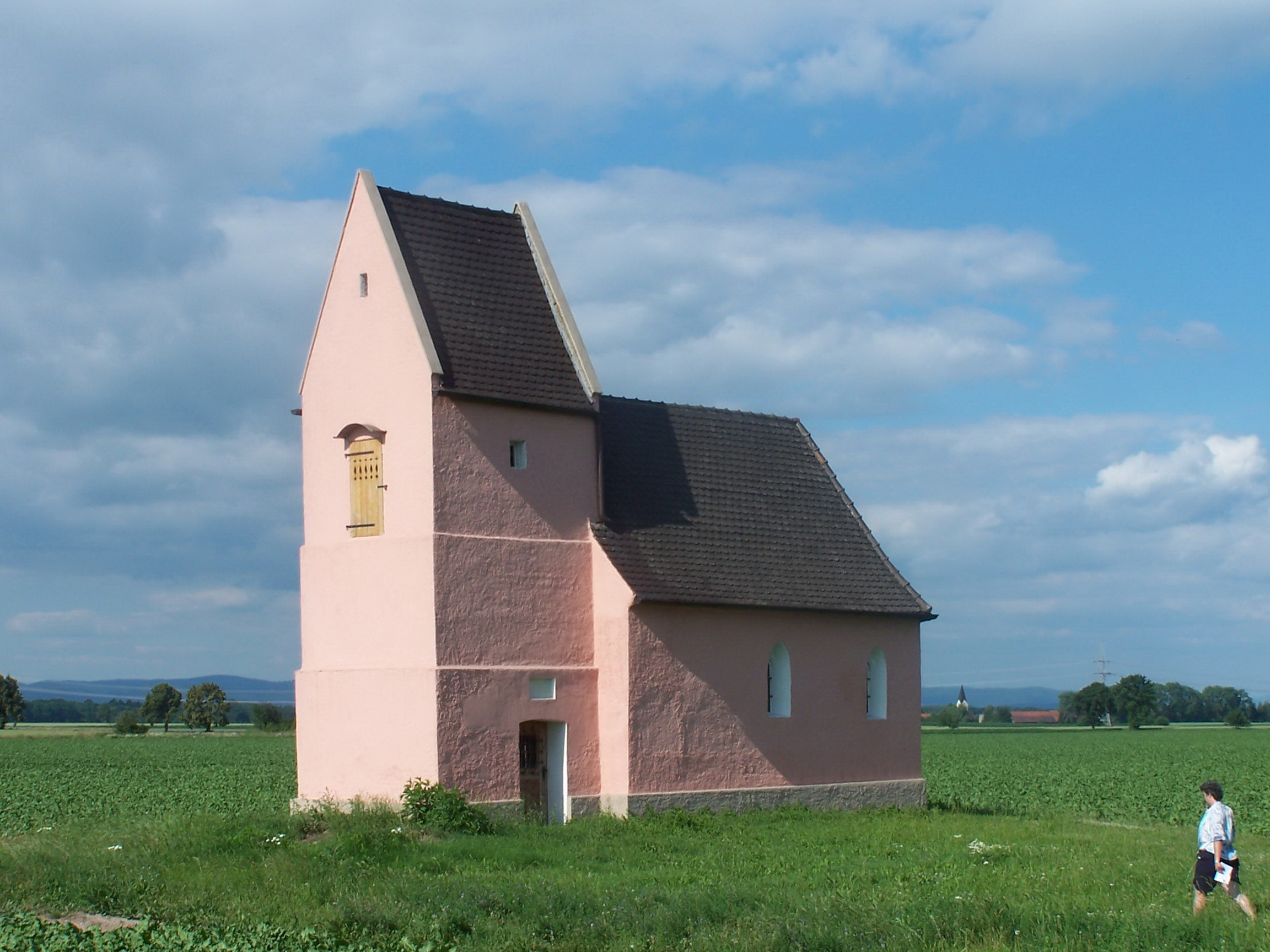
St. Sixtus (Hartham)

Die römisch-katholische, denkmalgeschützte Kapelle St. Sixtus steht in Hartham, einer Einzelsiedlung in der Gemeinde Riekofen im Landkreis Regensburg der Oberpfalz. Sie gehört zum Bistum Regensburg. Das Bauwerk ist unter der Denkmalnummer D-3-75-191-7 als Baudenkmal in die Bayerische Denkmalliste eingetragen.

## Beschreibung
Das Langhaus der gotischen Kapelle hat einen dreiseitigen Abschluss im Osten und ist mit einem abgewalmten Satteldach bedeckt. Der mit einem Satteldach bedeckte Kirchturm im Westen wurde 1868 gebaut.
Der Innenraum ist mit einer Flachdecke überspannt, die mit Stuck gerahmt ist. Zur Kirchenausstattung gehören ein kleiner barocker Altar und ein Kruzifix.